# Zum Westkaffee bei Margot Honecker
Zum Westkaffee bei Margot Honecker. Letzte Begegnungen mit einer Unbeirrten, erschienen bei Hoffmann und Campe 2016, ist eine Publikation von Nils Ole Oermann. Oermann besuchte die am 6. Mai 2016 im Alter von 89 Jahren verstorbene Margot Honecker in den letzten drei Jahren ihres fast 24 Jahre währenden chilenischen Exils viermal, jeweils nachmittags um 15 Uhr. Der Kontakt sei laut Oermann zufällig über einen Bekannten zustande gekommen.
Margot Honecker war bekannt dafür, sich Interviews grundsätzlich zu verweigern, worauf auch Ed Stuhler, Autor zahlreicher Publikationen, u. a. über die Honeckers und insbesondere über Margot Honecker, hingewiesen hat. So stellt Oermann auch mit Verweis auf Stuhler auf den 160 Seiten seiner Publikation fest, dass seine Gespräche mit Margot Honecker eher Gespräche im herkömmlichen Sinne, wenn auch mit einer außergewöhnlichen Gesprächspartnerin, sind, als Interviews mit Fragen, deren Beantwortung zu möglichst zahlreichen, neuen Erkenntnissen führen könnte. Um die Persönlichkeit der (vgl. Oermann, z. B. Seiten 9, 14, 15, 55, 56, besonders 57, 59 u. a. m.) ehemaligen Politikerin der DDR in ihren letzten Lebensjahren bis zu einem Monat vor ihrem Ableben, wo das letzte Gespräch zwischen Margot Honecker und Oermann stattfand, zu gestalten, greift der Autor auf andere biographische Quellen zurück.
Margot Honecker zeigt dem Autor die „Freundlichkeit einer älteren Dame“, aber auch „stählerne Härte“ (Oermann S. 24) und „bis zum Schluss nicht das leiseste Anzeichen einer Altersdemenz“ (Oermann, S. 17). Desto erstaunter nimmt der Autor daher wahr, dass in M. Honeckers Vorstellungswelt die DDR, dieser „abgeschaffte“ oder „versunkene“ Staat, dieses „untergegangene Land“ (Oermann, S. 36) weiter als „intakter Staat“ (Oermann, Klappentext) zu existieren schien.
Oermanns essayistischer Text zeichnet M. Honeckers Lebensweg von den Anfängen an sowohl ihr Privatleben als auch ihr politisches Leben und Wirken betreffend nach, wobei der Autor seine persönlichen Überlegungen zu den biographischen und politischen Tatsachen darlegt. Dass und warum
M. Honecker sich nach anfänglicher Ablehnung zu den Gesprächen mit Oermann bereit erklärt, wird im Text ausführlich diskutiert. Oermann nimmt unter anderem an, dass Margot Honecker den Wunsch hatte, noch einmal darzustellen, „warum sie gerade nicht am Sinn dessen zweifelte, was sie bis zum Ende des zweiten deutschen Staates geglaubt, gedacht und getan hat“ (Oermann, S. 29).